# Delta Monocerotis
Delta Monocerotis ( δ Monocerotis, förkortat Delta Mon,  δ Mon) som är stjärnans Bayerbeteckning, är en dubbelstjärna belägen i den mellersta delen av stjärnbilden Enhörningen. Den har en kombinerad skenbar magnitud på 4,15 och är synlig för blotta ögat där ljusföroreningar ej förekommer. Baserat på parallaxmätning inom Hipparcosuppdraget på ca 8,5 mas, beräknas den befinna sig på ett avstånd på ca 384 ljusår (ca 118 parsek) från solen.

## Egenskaper
Delta Monocerotis A är en blå till vit stjärna i huvudserien av spektralklass A2 V. Den har en massa som är ca 3,5 gånger större än solens massa, en radie som är ca 5 gånger större än solens och utsänder från dess fotosfär ca 350 gånger mera energi än solen vid en effektiv temperatur på ca 9 460 K.
Delta Monocerotis A har en rapporterad följeslagare, Delta Monocerotis B, som är av magnitud 13,0 och separerad med 32,0 bågsekunder.